# LAND (企業)
株式会社LAND（ランド、英語: LAND Inc.）は、アメリカ合衆国のロサンゼルス、日本の東京、インドネシアのジャカルタを拠点に活動するエンターテインメント会社。
2020年4月にプロデューサーでクリエイティブ・ディレクターの和田直希が設立。5つの部門（レーベル、イベント、ファッション、映像、アーティストマネジメント）で構成されている。

## レーベル部門

### LAND MUSIC
LANDのレーベル部門「LAND MUSIC」は、End of the Worldの配信デジタルシングル『Forever』のリリースとともに設立された。2023年からはワーナーミュージック・ジャパンと戦略的パートナーシップを締結している。

#### リリースした主な作品
- Forever - End of the World
- Chameleon - End of the World
- In My Dream - End of the World
- End of the World - End of the World, Steve Aoki
- Big Dreams - End of the World, Marieme
- What is Love - Aloe Blacc
- 繋いだ手 - MINAMI
- ふたつの心 - MINAMI
- ふたつの影 - 川後陽菜 & YONAKA Band
- ホワイトクリスマス - MINAMI

### Schelm
Schelm（シェルム）は、Youplusのプライベートレーベルである。Youplusの全ての音源がリリースされている。

## イベント部門
イベント部門では、ロサンゼルスで立ち上げたイベント「LANDCON」や、シークレットパーティー「Nutritious Cheesecake」、新潟県三条市で開催するフェス「Tsubamesanjo, Japan Fes.」を手掛けている。

## ファッション部門
創業者の和田直希が編集長を務めるファッション・カルチャー誌「TOKYO RESIDENT」や、姉妹ブランド「YONAKA」「The Escape」を手がけている。かつては、和田直希と益若つばさが共同で編集長を務めていた「TOKYODOT」があった。

## 映像部門
2023年3月までAmazon Prime Videoで放送されていた「BAD MOOD」や、2025年春公開予定のドラマ「The Escape」を制作している。

## アーティストマネジメント部門
LANDのアーティストマネジメント部門では、2023年7月時点で1名が所属している。

### 所属アーティスト
- 川後陽菜（川後陽菜 & YONAKA Bandのメンバー）

## 騒動

### End of the World との関係
2023年11月2日に、レーベル部門に所属していたバンドのEnd of the Worldのメンバー・Saoriが、自身のInstagramをストーリーズ機能を使用し更新。以前に同バンドのメンバーのFukaseがプロデュースしていたプロジェクト『BADMOOD』が、同じSNSアカウントのまま異なるプロジェクトが始まっていることに触れ、「新プロジェクトにEnd of the Worldは関わっていない」こと、「ファンの誤解を生むため、別のアカウントで始めることを提案したが了承されなかった」ことを明かし、謝罪をしたうえでメンバー全員がフォローを外していると伝えた。また、End of the Worldのアルバム発売が長期間延期になっていることにも触れ、「当初予定していた状況での発売ができなくなったことを発売日前日に知らされた」と明かした。これらの状況をみて、End of the WorldはLANDとの契約を終了した。なお、バンドがレーベルから発売予定だったアルバム『Holy Bedroom』は、上記騒動以降アナウンスが無かったが、2024年5月15日にLAND側から発売中止が発表された。

### TOKYODOTの休刊
2024年3月3日にTOKYODOTの編集長を務めていた益若つばさが、自身の公式SNSでTOKYODOTの休刊を報告。休刊に伴う新たな雑誌やプロジェクトには一切関与しないことも併せて報告した。